# Rochessauve
Rochessauve é uma comuna francesa na região administrativa de Auvérnia-Ródano-Alpes, no departamento de Ardèche. Estende-se por uma área de 17,62 km². Em 2010 a comuna tinha 461 habitantes (densidade: 26,2 hab./km²).